# یوژف وارگا
یوژف وارگا (مجاری: József Varga؛ زادهٔ ۹ اکتبر ۱۹۵۴) بازیکن فوتبال اهل مجارستان بود.
از باشگاه‌هایی که در آن بازی کرده‌است می‌توان به باشگاه فوتبال دنیزلی اسپور، باشگاه فوتبال اویپشت، و باشگاه فوتبال بوداپست هونود اشاره کرد.
وی همچنین در تیم ملی فوتبال مجارستان بازی کرده‌است.